# Slag om Koningsbergen
De Slag om Koningsbergen (Duits: Königsberg offensive) (6 april - 9 april 1945) was een mijlpaal in het Oost-Pruisenoffensief. De Oost-Pruisische hoofdstad Koningsbergen bleef jaren buiten het strijdtoneel van de Tweede Wereldoorlog, tot aan de bombardementen in augustus 1944, toen de stad zwaar beschadigd werd. 200.000 burgers werden dakloos en voor de slag om Koningsbergen waren er nog zo'n 130.000 burgers in de stad. Koningsbergen kon zich maanden verdedigen tegen het Rode leger, dat prioriteit gaf aan de opmars naar Berlijn, maar moest uiteindelijk buigen in april 1945.

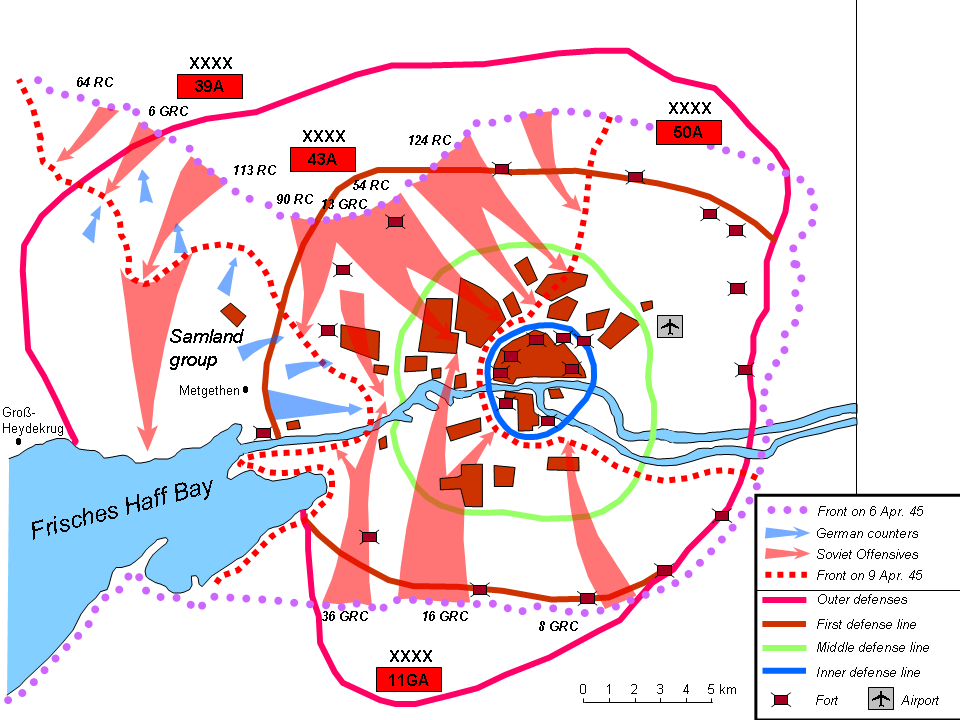
Sovjetaanval op Koningsbergen
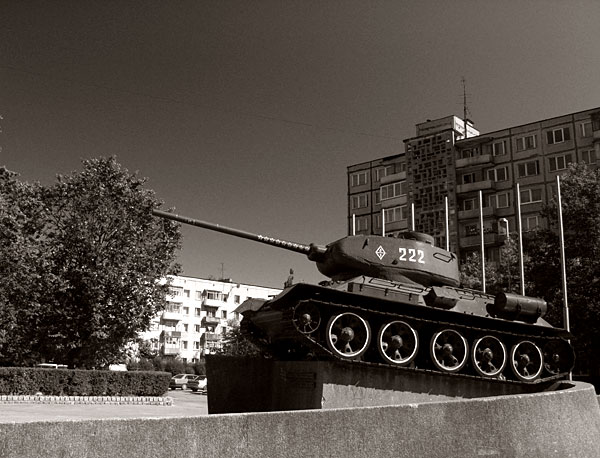
Tankmonument in Kaliningrad